# Pedro Proença (Künstler)
Pedro Proença (* 17. September 1962 in Lubango, Angola) ist ein portugiesischer Maler, Zeichner und Illustrator. Er war Mitbegründer einer Kunstbewegung in Lissabon, die sich am Dadaismus orientierte. In seinen eigenen Werken schuf er mit Tuschezeichnungen angelehnt an die Formsprache von Comics und Cartoons phantastische Mischwesen. Er nahm 1988 an der Biennale di Venezia teil.

## Leben und Werk
Pedro Proença wurde nach Ausbruch des Unabhängigkeitskriegs in Angola geboren und kam Mitte des folgenden Jahres nach Lissabon. Er studierte von 1981 bis 1986 Malerei an der Escola Superior de Belas Artes de Lisboa. Noch während seiner Studienzeit gründete er 1982 gemeinsam mit Manuel João Vieira, Pedro Portugal und Xana das Movimento Homeoestético, eine Kunstbewegung, die sich am Dadaismus orientierte. Zwischen 1983 und 1986 organisierte die Gruppe mehrere Ausstellungen und gab bis 1988 mehr als drei Dutzend Manifeste heraus, die meisten davon von Pedro Proença. Das Serralves-Museum in Porto widmete der Gruppe 2004 eine Retrospektive.
Während der 1980er Jahre experimentierte Proença mit unterschiedlichen Materialien, Techniken und Stilen, bevor sich die Tusche-Zeichnung und die Illustration zu seinem bevorzugten Medium entwickelte. Er rezipierte die grafische Sprache und Formstruktur von Comiczeichnungen und Cartoons und schuf symbolhafte Charaktere. Anlässlich der Ausstellung Eccentric Drawing 1998 im Frankfurter Kunstverein schrieb Christian Huther im Kunstforum International: „Proença erfindet phantastische, auch naive Mischwesen, Allegorien oder Embleme und orientiert sich dabei an barocken Vignetten, die er nach Lust und Laune zusammensetzt. Einmal wächst an einem männlichen Kinn ein Bart, der sich als langer Pinsel entpuppt; ein andermal wird die Nase zum Schwanenhals, der in der offenen Gehirnplatte herumstochert. Der Betrachter findet unentwegt neue absonderliche Details […]“
Auf der Biennale di Venezia 1988 war Proença mit zwei Gemälden vertreten. Werke von Pedro Proença befinden sich im Centro de Arte Moderna Gulbenkian in Lissabon, im Museo Reina Sofía in Madrid, im MEIAC – Ibero-American Museum of Contemporary Art in Badajoz, im MUDAS Madeira Museum of Contemporary Art in Madeira, in der Privatsammlung Colecção António Cachola, die im Museu de Arte Contemporânea in Elvas ausgestellt ist sowie in der Sammlung zeitgenössischer Kunst des Europäischen Parlaments.
Pedro Proença lebt und arbeitet in Lissabon.

## Auszeichnungen (Auswahl)
- 1983: Ehrenvolle Erwähnung beim Festival International de la Peinture, Cagnes-sur-Mer
- 1992: Prix Union Latine de la Jeune Peinture Portugaise der União Latina[10]
- 1997: 1. Preis des Salón de Otoño de Pintura de Plasencia der Fundación Caja de Extremadura[9]

## Ausstellungen (Auswahl)

### Einzelausstellungen
Einzelausstellungen seit 2000. Vollständige Liste siehe Quelle.
- 2022: Mestres e Monstros,  Biblioteca Nacional de Portugal[12]
- 2004: „Fugas Fantasias Fados Fandangos“, Galeria Lisboa 20, Lissabon
- 2003: „Galeria Bach 4“, Barcelona
- 2002: „Portrait of the artist as an old rabi“, Galeria Pedro Oliveira, Porto
- 2001: „Castelo 66“, Lagos
- 2001: „Galleria Siboney“, Santander
- 2001: „Galeria Marisa Marimón“, Orense
- 2000: „Dogheaded cat“, Galeria Pedro Oliveira, Porto
- 2000: „Sala Jorge Vieira“, Lissabon
- 2000: „Galeria Paula Fampa“, Braga
- 1985: Städtisches Museum „Casa de Bocage“/„Museu de Setúbal“, Setúbal[9]

### Gruppenausstellungen
- 2006: „Arco 06“, Lisboa 20 Arte Contemporânea, Madrid
- 2005: „Arco 05“, Lisboa 20 Arte Contemporânea, Madrid
- 2004: „6=0“, Museu Serralves, Porto
- 2004: „Arco 04“, Madrid
- 2004: „Foro Sur 2004“, Cáceres
- 2004: „Arte Lisboa“, Feria Internacional del Libro de Guadalajara, Lissabon
- 2003: „Arte Lisboa 2003“, Lissabon
- 2003: „Guardi, a Arte da Memória“, Centro Cultural de Belém, Lissabon
- 2002: „3ª Prémio EDP“, SNBA, Lissabon
- 2001: „Modos Afirmativos e Declinações“ (exposição itinerante de desenho do M. Cultura), 2001
- 2000: „Artistas portuguesas da colecção dol MEIAC“, Fundação D. Luis, Cascais, 2000
- 2000: „Galeria Fúcares“, Almagro, 2000
- 2000: „Fundação de Serralves“, Porto, 2000
- 2000: „Unesco“, Paris
- 1998: Eccentric Drawing (Javier Gil, Franz Mölk, Pedro Proenca, Jim Shaw, Astrid Stricker, Didier Trenet). Frankfurter Kunstverein
- 1993: „Pedro Proença. Antologia 1989–1993“. Palazzo Ruspoli, Rom, Centro de Arte Moderna Gulbenkian, Lissabon[10]

## Ausstellungskataloge
- Peter Weiermair (Hrsg.): Eccentric Drawing, anl. der Gruppenausstellung mit sechs Künstlern im Frankfurter Kunstverein 1998
- Pedro Proença. "Antologia" 1989 / 1993. Hrsg.: Centro de Arte Moderna Gulbenkian, Fundação Calouste Gulbenkian, Lissabon 1993[13]
- Marta Moreira de Almeida, João Fernandes: 6=0 Homeostetica, anl. der Retrospektive im Museu Serralves, Fundação de Serralves/Edicoes Asa, Porto 2004, ISBN 978-972-739-128-8.

## Veröffentlichungen
- Pedro Proença (Illustrationen), Manuela Júdice (Text): O meu primeiro Fernando Pessoa (Kinderbuch). Lisboa Publicacoes Dom Quixote, Lissabon 2007, ISBN 972-20-3134-1.
- Pedro Proença: Dos mitos. Precedido de Mestres são monstros. Biblioteca Nacional de Portugal, Lissabon 2021, ISBN 978-989-8833-74-7.[14]